# Barbie Tingz
Singles de Nicki Minaj
Plain Jane (Remix)
(2017) Chun-Li
(2018)
Barbie Tingz est une chanson de la rappeuse et chanteuse américaine Nicki Minaj, sortie le 12 avril 2018. Il s'agit du premier single promotionnel extrait de son 4e album studio Queen. Le titre est disponible dans la version exclusive Target de l'album.

## Sortie
Le 10 avril 2018, Nicki Minaj dévoile les pochettes de Barbie Tingz et de Chun-Li sur Instagram. Les deux titres sortent 2 jours après, soit le 12 avril, sous les labels Young Money Entertainment et Cash Money Records.

## Clip vidéo
Un teaser vidéo est publié sur la chaîne YouTube de Nicki Minaj le 12 avril 2018.
Le clip officiel, réalisé par Minaj et Giovanni Bianco, sort le 4 mai 2018.

## Accueil critique
Barbie Tingz reçoit des critiques positives. Pour le New York Times, le morceau a « le claquement du hip-hop et de l'électro du début des années 80 ». Bianca Gracie de Billboard affirme que « les punchlines sont pleines des thèmes signature de Minaj : se vanter de son vagin, dire que les autres femmes sont jalouses et attaquant ses ennemis rappeurs ». Mike Nied de Idolator ajoute que « avec ses paroles barbelées et son rythme audacieux, la chanson devrait trouver sa place à la radio et dans les playlists Spotify ». Maeve McDermott de USA Today note une possible référence à la rappeuse rivale Remy Ma dans les paroles « comment tu peux encore me critiquer quand tu n'as aucun hit », et note que Barbie Tingz est « un rappel bienvenu du flow addictif de Nicki sur une instrumentale qui semble faite pour la radio estivale ». Le blog The Musical Hype conclut que Minaj « fait des merveilles avec un beat minimaliste » pour un « retour en force convaincant ».

## Accueil commercial
Barbie Tingz débute en 83e position sur le Billboard Hot 100 après un jour de sortie et quatre jours de radio, cumulant 21 000 téléchargements et 4,2 millions de streams. Le titre monte en 25e position la seconde semaine avec 29 000 téléchargements et 18 millions de streams. Il tombe en 78e position la troisième semaine. Outre les États-Unis, la chanson atteint la première place au classement néozélandais.

## Crédits
- Nicki Minaj : interprète, compositrice, productrice [15]
- Jeremy Reid : compositeur, producteur[15]

## Classements hebdomadaires
| Classement (2018)              | Meilleure position |
| ------------------------------ | ------------------ |
| Australie (ARIA)               | 41                 |
| Canada (Hot 100)               | 21                 |
| Écosse (OCC)                   | 28                 |
| États-Unis (Hot 100)           | 25                 |
| États-Unis (R&B/Hip-Hop Songs) | 17                 |
| France (SNEP)                  | 58                 |
| Irlande (IRMA)                 | 58                 |
| Nouvelle-Zélande (RMNZ)        | 1                  |
| Portugal (AFP)                 | 81                 |
| Royaume-Uni (UK Singles Chart) | 31                 |
| Suède (Sverigetopplistan)      | 90                 |

### Certifications
| Pays       | Certification | Ventes  |
| ---------- | ------------- | ------- |
| États-Unis | Or            | 500 000 |